# Joseph W. Pfeifer
Joseph W. Pfeifer (Queens, Nueva York; 1956) es un bombero estadounidense, actual Primer Comisionado Adjunto del Departamento de Bomberos de Nueva York (FDNY). Se jubiló como Jefe Adjunto del departamento en 2018 y fue nombrado para su actual cargo civil a principios de 2023. Testigo presencial del impacto del vuelo 11 de American Airlines contra la Torre Norte del World Trade Center, fue el primer jefe de bomberos en responder a la llamada de emergencia de lo que serían los atentados del 11 de septiembre de 2001. También es el fundador del Centro de Preparación para el Terrorismo y los Desastres (CTDP) del departamento.

## Carrera profesional
Nació en el distrito neoyorquino de Queens. Su padre trabajaba para el Servicio Postal de los Estados Unidos. Se matriculó en el Cathedral College of the Immaculate Conception en 1974 con especialización en psicología y especialización en filosofía, y se graduó en 1978. Comenzó su carrera como bombero en 1981, con su primer destino en Engine 234 en Crown Heights, Brooklyn, y ascendió a teniente en agosto de 1987, y luego a jefe de batallón en 1997.

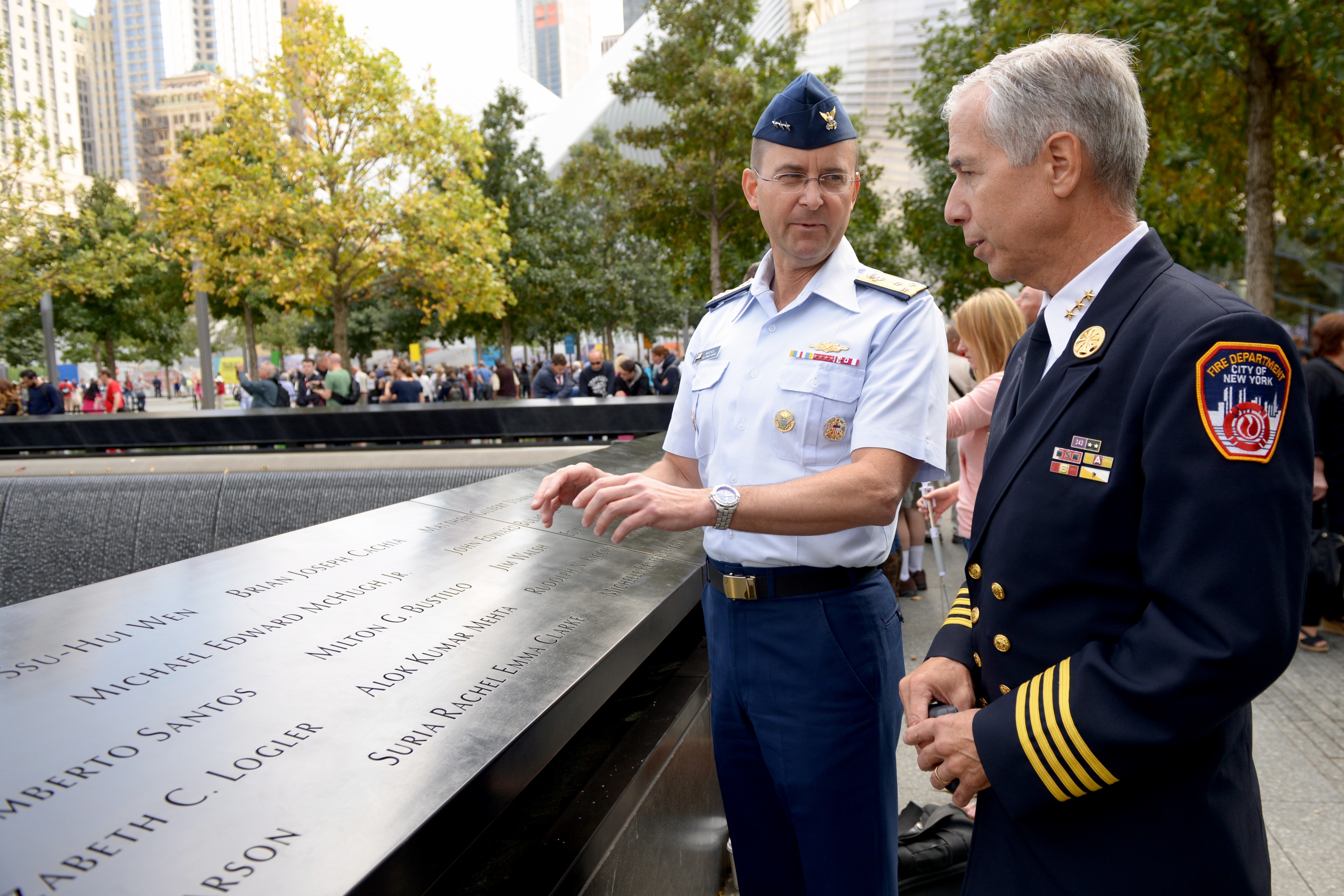
Pfeifer en el Memorial del 11 de septiembre, en 2015.

Tras los atentados del 11 de septiembre, Pfeifer dejó el Batallón 1 y ocupó el cargo de Jefe de Planificación y Estrategia de la Oficina de Operaciones del FDNY. También se esforzó por crear el Centro de Preparación para el Terrorismo y los Desastres, inaugurado en 2004. El 5 de noviembre de 2009, Pfeifer fue ascendido a Jefe Adjunto. Durante su mandato como Jefe del CTDP, Pfeifer desempeñó un papel vital en los efectos del huracán Sandy en Nueva York en 2012, sirvió como Comandante de Incidentes en el descarrilamiento del tren de cercanías Metro North en Spuyten Duyvil en 2013, y ayudó en el desarrollo de la respuesta al ébola en la ciudad en 2014.
En julio de 2018, Pfeifer se retiró del cuerpo de bomberos después de 37 años de servicio, convirtiéndose en el último jefe de bomberos en el lugar de los ataques del 11 de septiembre en dejar el cuerpo. El 12 de septiembre de 2021, fue galardonado con Caballero de la Orden Nacional del Mérito en el Consulado General de Francia de Nueva York, por Philippe Étienne, entonces embajador del país galo en los Estados Unidos.
El 18 de febrero de 2023, la comisionada del FDNY Laura Kavanagh nombró a Pfeifer Primer Comisionado Adjunto, el segundo rango más alto en el cuerpo de bomberos de la ciudad de Nueva York.

## Papel durante los atentados del 11 de septiembre
El martes 11 de septiembre de 2001, Pfeifer era Jefe del Batallón 1 y, por tanto, responsable del extremo sur de Manhattan, incluido el World Trade Center. Seis días antes había celebrado su 20 aniversario en el cuerpo de bomberos y, por tanto, cumplía los requisitos para jubilarse.
Esa mañana, Pfeifer, junto a su equipo del Batallón, estaba acompañado por el cámara francés Jules Naudet, quien junto a su hermano Gédéon, estaba grabando originalmente un documenta sobre el proceso de selección y desarrollo de un bombero desde la academia hasta que se convertía en uno por pleno derecho. A las 8:46 horas, mientras comprobaban los informes de un posible escape de gas, en la intersección de Church Street y Lispenard Street, empezaron a escuchar el ruido de los motores del vuelo 11 de American Airlines, que descendía a velocidad acelerante y terminaba chocando contra la Torre Norte del WTC. El impacto fue filmado por Jules Naudet, siendo la única toma directa de aquello. Mientras se dirigían al complejo, Pfeifer comunicó por radio que había identificado el avión de pasajeros como un "avión de American Airlines" y observó que "apuntaba" a la Torre Norte. A su llegada, minutos más tarde, estableció un Puesto de Mando de Incidentes en el vestíbulo de la Torre Norte y coordinó la respuesta del FDNY con otros jefes a medida que llegaban al lugar. Cuando Jules Naudet le preguntó si podía quedarse, Pfeifer respondió: "Te quiero a mi lado. No te separes nunca de mí".

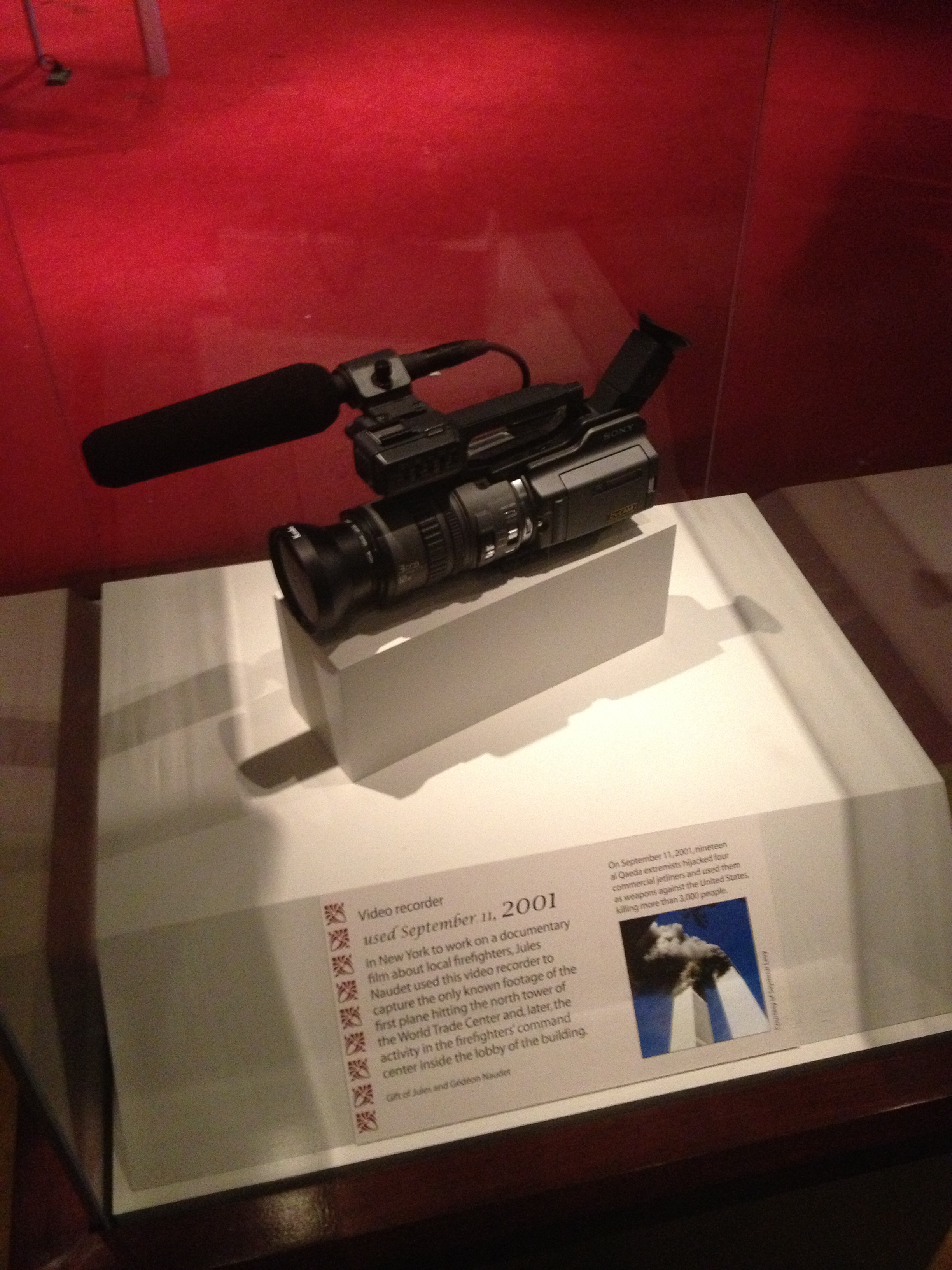
La cámara de Jules Naudet que filmó el choque del primer avión.

Aunque la Torre Sur aún no había sido alcanzada, Pfeifer ordenó la evacuación de civiles de ambas torres por precaución. Ordenó personalmente a cientos de bomberos -incluido su hermano Kevin, teniente del Motor 33- que subieran las escaleras de la Torre Norte para rescatar a las personas atrapadas en la zona de impacto y por encima de ella. Siguió gestionando la crisis sin precedentes tras el impacto del vuelo 175 de United Airlines contra la Torre Sur. Cuando la gente empezó a saltar para escapar del intenso fuego y humo de las torres, Pfeifer intentó en vano pedirles que esperaran a ser rescatados por el sistema de megafonía del edificio.
Cuando la Torre Sur se derrumbó, provocando una avalancha de polvo y escombros, sin conocer el alcance de los daños, pidió a todos los bomberos que abandonaran la Torre Norte y abandonó el puesto de mando, escapando por un puente peatonal hacia el World Financial Center, llevando consigo a varios supervivientes, así como el cuerpo de su amigo y capellán del FDNY, el padre Mychal F. Judge. Aunque Pfeifer no comprendió inmediatamente que la Torre Sur se había derrumbado, ordenó a todos los bomberos evacuar la Torre Norte. A las 10:28 horas, presenció el derrumbe de la Torre Norte desde el otro lado de la calle y cubrió con su cuerpo a Jules Naudet para protegerle del hormigón y el acero que salían despedidos. Cubierto de polvo, el jefe de batallón se reagrupó con el subjefe Peter Hayden para coordinar los primeros esfuerzos de rescate. Sin la infraestructura necesaria para combatir los incendios que se habían declarado en el 7 WTC durante los atentados, Pfeifer y los bomberos supervivientes sólo pudieron ver cómo otro rascacielos ardía sin control antes de derrumbarse a las 17:20.
En los últimos años, Pfeifer ha hablado públicamente con detalle de su experiencia el 11 de septiembre, incluso en su libro de 2021, Ordinary Heroes: A Memoir of 9/11, y en una entrevista para la serie documental de National Geographic de 2021 9/11. One Day in America.. Su decisión de permitir a los hermanos Naudet quedarse y filmar la crisis mientras se desarrollaba confirmó su relato de los hechos y dio lugar a la única grabación de los atentados del World Trade Center de principio a fin, 9/11.

## Formación y vida personal
Pfeifer posee un máster en Administración Pública (MPA) por la Escuela Harvard Kennedy, un máster en Estudios de Seguridad por la Naval Postgraduate School y un máster en Teología por la Immaculate Conception.
Pfeifer se casó con su esposa, Ginny, el 3 de junio de 1984. Tienen dos hijos. El hermano de Pfeifer, Kevin J. Pfeifer, era teniente del FDNY. Acudió a la llamada para ayudar en las tareas de evacuación en la Torre Norte, falleciendo en el colapso posterior de la misma. Según testimonios, había llegado hasta la planta 32 con los miembros del Motor 33. Kevin fue visto por última vez por el capitán superviviente del FDNY Dennis Tardio, y compañero de Joseph en el Batallón 1, en la novena planta de la Torre, ayudando a evacuar a la gente.